# Ethiopië op de Olympische Zomerspelen 1972
Ethiopië nam deel aan de Olympische Zomerspelen 1972 in München, West-Duitsland.

## Medailleoverzicht
| Sport    | Olympiër      | Discipline   | Medaille |
| -------- | ------------- | ------------ | -------- |
| Atletiek | Miruts Yifter | 10000m (m)   | Brons    |
| Atletiek | Mamo Wolde    | marathon (m) | Brons    |

## Deelnemers en resultaten per onderdeel

### Atletiek
| Olympiër                                                        | Discipline             | Resultaat | Prestatie                                                                       |
| --------------------------------------------------------------- | ---------------------- | --------- | ------------------------------------------------------------------------------- |
| Egzi Gabre-Gabre                                                | 100m (m)               | 62e       | serie 7: 6de in 10,89                                                           |
| Solomon Belay                                                   | 200m (m)               | 44e       | serie 1: 6de in 21,73                                                           |
| Tegegn Bezabeh                                                  | 400m (m)               | 10e       | serie 5: 1ste in 45,88 kwartfinale 2: 3de in 45,97 halve finale 1: 6de in 45,98 |
| Mulugetta Tadesse                                               | 400m (m)               | 27e       | serie 1: 3de in 46,38 kwartfinale 5: 5de in 46,85                               |
| Shibrou Regassa                                                 | 800m (m)               | 50e       | serie 8: 8ste in 1.53,3                                                         |
| Mulugetta Tadesse                                               | 800m (m)               | 14e       | serie 4: 1ste in 1.47,1 halve finale 3: 7de in 1.48,9                           |
| Hailu Ebba                                                      | 1500m (m)              | 16e       | serie 5: 1ste in 3.41,6 halve finale 1: 10de in 3.43,7                          |
| Shibrou Regassa                                                 | 1500m (m)              | 12e       | serie 3: 1ste in 3.43,6 halve finale 2: 4de in 3.41,9                           |
| Tekle Fitinsa                                                   | 5000m (m)              | 29e       | serie 3: 9de in 13.50,4                                                         |
| Tolossa Kotu                                                    | 5000m (m)              | 25e       | serie 4: 4de in 13.46,2                                                         |
| Merus Yifter                                                    | 5000m (m)              | DNS       | serie 5: niet gestart                                                           |
| Wuhib Masresha                                                  | 10000m (m)             | 17e       | serie 2: 7de in 28.28,2                                                         |
| Tadesse Wolde Medhin                                            | 10000m (m)             | 26e       | serie 1: 9de in 28.45,4                                                         |
| Merus Yifter                                                    | 10000m (m)             | Brons     | serie 3: 1ste in 28.18,11 finale: 3de in 27.40,96                               |
| Yohanes Mohamed                                                 | 3000m steeplechase (m) | 42e       | serie 3: 11de in 8.52,6                                                         |
| Sisay Feleke Solomon Belay Kebede Bedasso Egzi Gabre-Gabre      | 4x100m (m)             | DNF       | serie 4: niet gefinisht                                                         |
| Tegegne Bezabeh Shoangizaw Worku Ketema Benti Mulugetta Tadesse | 4x400m (m)             | 15e       | serie 2: 4de in 3.08,59                                                         |
| Lengissa Bedane                                                 | marathon (m)           | 10e       | 2:18.36                                                                         |
| Demisse Wolde                                                   | marathon (m)           | 18e       | 2:20.44                                                                         |
| Mamo Wolde                                                      | marathon (m)           | Brons     | 2:15.08                                                                         |
| Hunde Toure                                                     | 20km snelwandelen (m)  | 20e       | 1:43.11,6                                                                       |

### Boksen
| Olympiër              | Discipline  | Resultaat | Prestatie |
| --------------------- | ----------- | --------- | --- |
| Chanyalew Haile       | -48kg (m)   | 5e        | 1ste ronde: W van ZAM Feruka: knock-out 2de ronde: W van MAW Kongo: technisch knock-out kwartfinale: V van GBR Evans: 0-5 |
| Mohamed Ayele         | -54kg (m)   | 33e       | 1ste ronde: V van KOR Koh: knock-out                                                                                      |
| Lema Yemane           | -57kg (m)   | 33e       | 1ste ronde: V van GRE Theotokatos: 0-5                                                                                    |
| Girmaye Gabre         | -60kg (m)   | 17e       | 1ste ronde: vrij 2de ronde: V van KEN Mbugua: 0-5                                                                         |
| Fekadu Gabre Selassie | -63,5kg (m) | 17e       | 1ste ronde: V van JPN Shinohara: 0-5                                                                                      |
| Seifu Makonen         | -81kg (m)   | 9e        | 1ste ronde: vrij 2de ronde: V van NOR Skog: 0-5                                                                           |

### Wielersport
| Olympiër                                                                    | Discipline         | Resultaat | Prestatie      |
| --------------------------------------------------------------------------- | ------------------ | --------- | -------------- |
| Fisihasion Ghebreyesus                                                      | wegwedstrijd (m)   | DNF       | niet gefinisht |
| Rissom Gebre Meskei                                                         | wegwedstrijd (m)   | DNF       | niet gefinisht |
| Suleman Abdul Rahman                                                        | wegwedstrijd (m)   | DNF       | niet gefinisht |
| Tekeste Woldu                                                               | wegwedstrijd (m)   | 53e       | 4:17.09        |
| Mehari Okubamicael Rissom Gebre Meskei Fesehatsion Gebreyesus Tekeste Woldu | ploegentijdrit (m) | 28e       | 2:28.39,3      |

Afghanistan · Albanië · Algerije · Amerikaanse Maagdeneilanden · Argentinië · Australië · Bahama's · Barbados · België · Bermuda · Birma · Bolivia · Bondsrepubliek Duitsland · Brazilië · Brits-Honduras · Bulgarije · Canada · Ceylon · Chili · Colombia · Congo-Brazzaville · Costa Rica · Cuba · Dahomey · Denemarken · Dominicaanse Republiek · Duitse Democratische Republiek · Ecuador · Egypte · El Salvador · Ethiopië · Fiji · Filipijnen · Finland · Frankrijk · Gabon · Ghana · Griekenland · Groot-Brittannië · Guatemala · Guyana · Haïti · Hongarije · Hongkong · Ierland · IJsland · India · Indonesië · Iran · Israël · Italië · Ivoorkust · Jamaica · Japan · Joegoslavië · Kameroen · Kenia · Khmerrepubliek · Koeweit · Lesotho · Libanon · Liberia · Liechtenstein · Luxemburg · Madagaskar · Malawi · Maleisië · Mali · Malta · Marokko · Mexico · Monaco · Mongolië · Nederland · Nederlandse Antillen · Nepal · Nicaragua · Nieuw-Zeeland · Niger · Nigeria · Noord-Korea · Noorwegen · Oeganda · Oostenrijk · Opper-Volta · Pakistan · Panama · Paraguay · Peru · Polen · Portugal · Puerto Rico · Roemenië · San Marino · Saoedi-Arabië · Senegal · Singapore · Soedan · Somalië · Sovjet-Unie · Spanje · Suriname · Swaziland · Syrië · Taiwan · Tanzania · Thailand · Togo · Trinidad en Tobago · Tsjaad · Tsjecho-Slowakije · Tunesië · Turkije · Uruguay · Venezuela · Verenigde Staten · Vietnam · Zambia · Zuid-Korea · Zweden · Zwitserland